# Liste der Monuments historiques in Irodouër
Die Liste der Monuments historiques in Irodouër führt die Monuments historiques in der französischen Gemeinde Irodouër auf.

## Liste der Objekte
| Bezeichnung | Beschreibung | Standort                       | Kennzeichnung | Schutzstatus | Datum | Bild |
| ----------- | ------------ | ------------------------------ | ------------- | ------------ | ----- | ---- |
| Kanzel      | Holz, 1830   | in der Kirche St-Pierre (Lage) | PM35001555    | Inscrit      | 1977  |      |